# ریکو فورویاتو
ریکو فورویاتو (ژاپنی: 古宿 理久؛ زادهٔ ۱۸ آوریل ۲۰۰۱) یک بازیکن فوتبال اهل ژاپن است.
از باشگاه‌هایی که در آن بازی کرده‌است می‌توان به باشگاه فوتبال یوکوهاما اشاره کرد.